# Isabel Alba Rico
Isabel Alba Rico (Madrid, 6 de abril de 1959) es una escritora, guionista y fotógrafa feminista española.

## Trayectoria
Isabel Alba Rico nació en Madrid el 6 de abril de 1959. Se licenció en Filosofía por la Universidad Complutense de Madrid. Reside en San Sebastián desde 1994. 
Ha sido guionista de radio, cine y televisión, en programas como La bola de cristal o Barrio Sésamo. Ha formado parte de la Asociación Profesional de Guionistas de Euskal Herria, de la que fue Presidenta entre los años 1999 y 2002. En el año 2012 dirigió el documental Será feminista o no será.
Ha impartido cursos y talleres de guion para jóvenes y clases de Lenguaje audiovisual para niñas, niños y adolescentes.
Junto a la actividad docente en el campo audiovisual se ha dedicado a actividades artísticas como fotógrafa y escritora. Publicó su primera novela, Baby Spot en 2003.

## Premios y reconocimientos
- Ganadora del premio literario María de Maeztu en la XIV edición por el relato Eda en el año 2010[4]

- Finalista del premio Euskadi de literatura en el año 2012 con la novela La verdadera historia de Matías Bran.[5]
- Ganadora de la III edición del premio ARGH! de guion de cómic 2022 por Coral y Edurne.[6]

## Publicaciones
Novela:
- Baby Spot (Montesinos, 2003),
- La verdadera historia de Matías Bran: El recinto de Weiser (Montesinos, 2011 - Piel de Zapa, 2022)
- 65% agua (Cambalache, 2015)
- La danza del sol (Acantilado, 2018)
- La ventana (Acantilado, 2022)
- Tortugas (Acantilado, 2024)

Ensayo:
- Detrás de la cámara (Anaya, 1999)
- Detrás de la cámara: cómo narrar en imágenes. Del guion a la película (Montesinos, 2011).[7]